# Scott Donaldson
Pour les articles homonymes, voir Donaldson.
Scott Donaldson, né le 19 mars 1994 à Perth, est un joueur professionnel écossais de snooker.
Donaldson a commencé sa carrière professionnelle en 2012, après avoir remporté le championnat d'Europe dans la catégorie amateur. Il a depuis atteint à quatre reprises le stade des demi-finales dans des tournois classés, pour la première fois lors de l'Open du pays de Galles en 2017. Le 5 mars 2020, Donaldson bat son compatriote Graeme Dott en finale du championnat de la ligue, remportant ainsi son premier titre sur le circuit professionnel, et atteignant par la même occasion son meilleur classement : celui de 22e.

## Carrière
Passé professionnel en 2012 grâce à une victoire au championnat d'Europe (catégorie amateur), Donaldson remporte ses premiers matchs sur le circuit en 2013-2014, lors d'une épreuve mineure du circuit asiatique, où il atteint les demi-finales, seulement battu par Mark Selby. Dans les tournois classés, au Classique de Wuxi, il remporte deux matchs avant de s'incliner contre Robert Milkins en huitièmes de finale. Cette même année, il bat successivement Matthew Selt (6-4) et Mark Davis (6-5) au championnat du Royaume-Uni, avant de perdre contre Joe Perry (6-3). Il est de nouveau en huitième de finale d'un tournoi classé à l'Open du pays de Galles 2014, avec une victoire aux dépens du 15e joueur mondial, Robert Milkins, sur son parcours.
En 2015, Donaldson atteint les huitièmes de finale au Classique Paul Hunter en battant au passage le champion du monde de 2014, Mark Selby.
Donaldson se révèle en 2017, à l'Open du pays de Galles, où il atteint les demi-finales. En chemin, il parvient à battre Jack Lisowski (4-1), Mark King (4-2), Jimmy Robertson (4-0), Mark Davis (4-3) et Zhou Yuelong (5-0), avant d'être battu par Judd Trump (6-3). La saison suivante, il poursuit sa révélation, pendant l'Open de Gibraltar, avec une nouvelle demi-finale. Bien que Donaldson ait profité d'un tableau favorable pour atteindre ce stade de la compétition, il propose tout de même une prestation solide en demi-finale, face à Ryan Day, s'inclinant seulement à la manche décisive.
Lors de la saison 2018-2019, Donaldson atteint les demi-finales au Classique Paul Hunter avec notamment une victoire face à Tom Ford. Il est ensuite quart de finaliste à l'Open du pays de Galles, où il profite d'un tableau favorable. Lors de l'Open d'Inde, il est de nouveau quart de finaliste, avec des victoires face à Jimmy Robertson et Luca Brecel. En mars, il réalise la meilleure performance de sa jeune carrière à l'Open de Chine. Il bat Joe Perry (6-4), David Gilbert (6-3), Ricky Walden (6-5) et Ben Woollaston (6-4) avant de chuter en demi-finale contre Jack Lisowski (10-1). C'est aussi au cours de cette saison qu'il se qualifie pour la première fois au championnat du monde (défaite d'entrée contre Kyren Wilson).
Donaldson poursuit sur son élan en 2019-2020 et atteint deux quarts de finale : à l'Open d'Écosse et au Masters d'Europe. Au cours de ces deux épreuves, Scott Donaldson élimine des joueurs du top 10 mondial tels que Kyren Wilson (no 8), et Ding Junhui (no 9). En mars 2020, il remporte son tout premier tournoi du côté de Leicester, à l'occasion du championnat de la ligue. Il atteint d'ailleurs son meilleur classement en carrière en février 2020 (22e mondial).
Après deux saisons moyennes, notamment à cause de problèmes de santé liés au vaccin contre le coronavirus, Donaldson réussit à se qualifier pour la seconde fois de sa carrière au championnat du monde.  

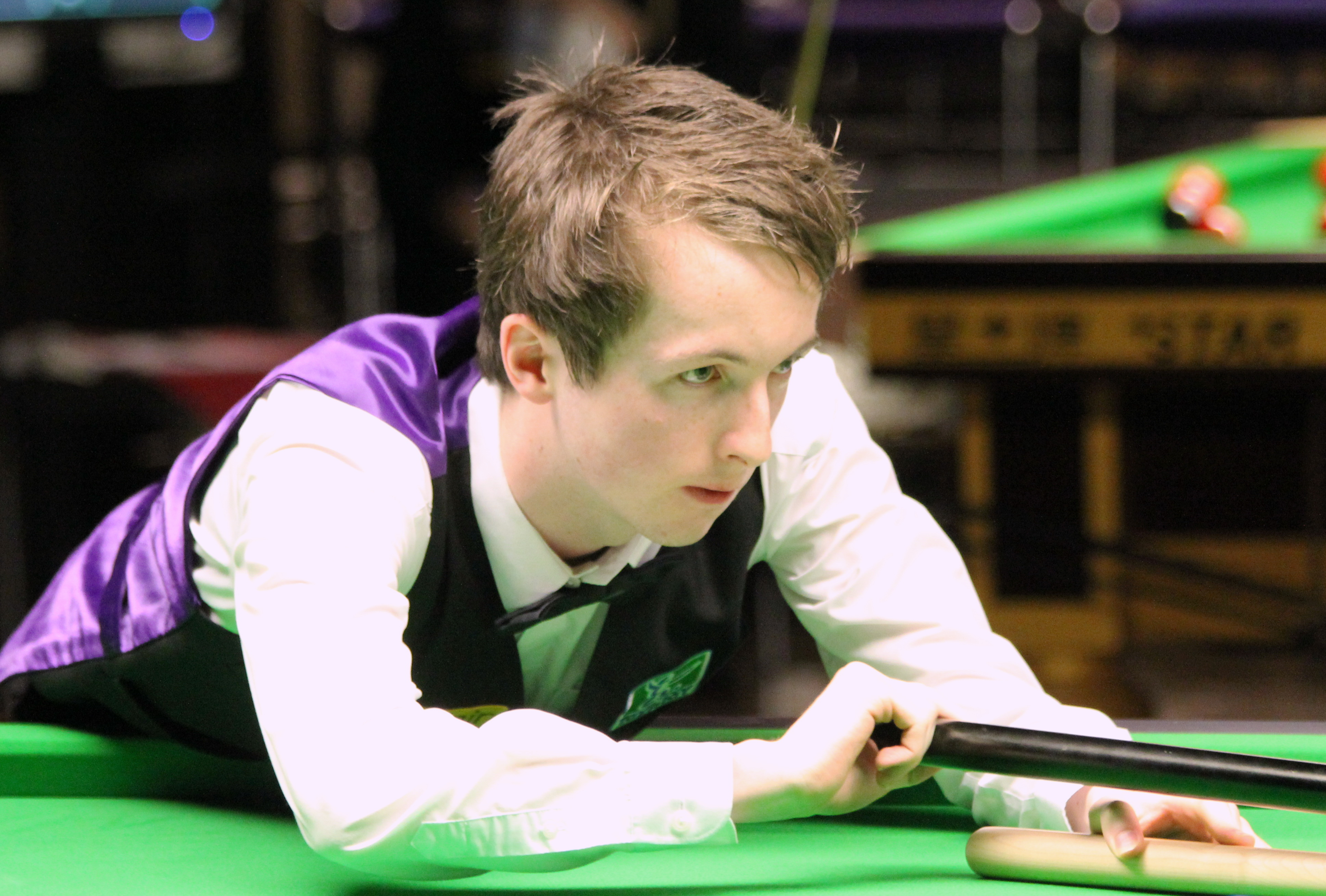
Donaldson utilisant le reposoir (2012).

## Palmarès
| Légende | Catégorie                      | Titres                         | Finales                        |
|         | Tournois classés               | 0                              | 0                              |
|         | Tournois classés mineurs       | 0                              | 0                              |
|         | Tournois non classés           | 1                              | 0                              |
|         | Tournois amateurs              | 1                              | 0                              |
| Gras    | Tournois de la triple couronne | Tournois de la triple couronne | Tournois de la triple couronne |

### Titres
| Saison    | Nom du tournoi               | Lieu       | Finaliste          | Score | Tableau |
| 2012      | Championnat d'Europe amateur | Daugavpils | Brendan O'Donoghue | 7-3   |         |
| 2019-2020 | Championnat de la ligue      | Leicester  | Graeme Dott        | 3-0   | Tableau |